# Беба Ідельсон
Беба Трахтенберг, у шлюбі Ідельсон (івр. בבה אידלסון; 14 листопада 1895 — 5 грудня 1975) — сіоністська активістка і ізраїльська політична діячка.

## Біографія
Беба Трахтенберг народилась в Катеринославі в Російській імперії (нині Дніпро, Україна) у 1895 році. Коли їй було 8 років, її мати померла, народжуючи 13-ту дитину, а у 14 років вона втратила батька, Іцхака. Разом з бабусею і братом вона допомагала підтримувати сім'ю. У 1912 році закінчила середню школу, а також продовжила навчання економіці та соціальним наукам в університеті. У 1913 році, вражена справою Бейліса, вона зацікавилася сіонізмом, а в 1915 році приєдналася до «Молоді Сіону» (пізніше була об'єднана в Гашомер Гацаїр). У 1917 році приєдналася до сіоністської соціалістичної партії і одружилася з Ізраїлем Ідельсоном (пізніше Ісраель Бар-Єхуда), старим членом партії. За свою сіоністську активність вони були вигнані до Сибіру. Цього року вона народила єдину дочку Ребекку. У 1924 році, завдяки заступництву дружини Максима Горького, їх вигнання було замінено на депортацію до Землі Ізраїльської.

## Сіоністська і політична активність
Між 1924 і 1926 роками Ідельсон брала активну участь у Всесвітньому союзі соціалістів-сіоністів у Європі, а в 1926 році її родина емігрувала до Палестини. Чоловік займався партійною роботою і став секретарем робітників у Петах-Тіква, а Беба працювала в сільському господарстві. Пізніше вона розлучилася з Ідельсоном і одружилася з Хаїмом Хальперіним. З 1927 по 1928 рік працювала статистиком Всесвітньої сіоністської організації, а потім приєдналася до партії «Ахдут га-Авода». У 1930 році стала секретаркою «Ради працюючих жінок» і очолила кілька жіночих організацій. Вона була делегаткою в Єврейській національній раді і підтримувала зв'язки з багатьма соціалістичними лідерами, можливо, в тому числі з Львом Троцьким в Мексиці в жовтні 1937 року.
Під час Другої світової війни Беба Ідельсон і Хадасса Самуїл з Міжнародної жіночої сіоністської організації були головними рушійними силами єврейських доброволиць з ішува у британській армії. Загалом у допоміжній територіальній службі перебувало 3200 жінок, а в допоміжних жіночих військово-повітряних силах — 789 осіб.

## Політична кар'єра
Після створення у 1948 році Ізраїлю, Ідельсон була членкинею Тимчасової Державної Ради і очолила Комітет прапорів і гербів, який обрав Герб Ізраїлю.
У 1949—1965 роках Ідельсон обиралась до перших п'яти кнессетів від партії Мапай. Вона була членкинею конституційного комітету, комітету права та правосуддя, комітету у справах внутрішньої політики, комітету у закордонних справ і оборони та комітету праці. Сприяла соціальним реформам і рівності жінок, виступала проти релігійного примусу. Підтримала застосування обов'язкового призову до IDF як для жінок, так і для чоловіків. У 1960 році була головою дев'ятого Комітету Гістадруту і його членкинеюю до 1965 року. З 1968 по 1975 рік була головою Всесвітнього руху піонерок. Вийшла з Ради робочих жінок у 1974 році.
Померла 5 грудня 1975 року.